# 나데즈다 그레코바

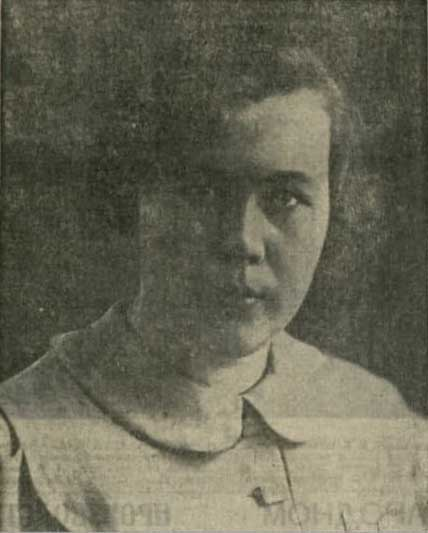

나데즈다 그리고리예브나 그레코바(러시아어: Надежда Григорьевна Грекова, 벨라루스어: Надзея Рыгораўна Грэкава 나제야 리호라우나 흐레카바, 1910년 9월 17일 민스크 ~ 2001년 1월 6일)는 벨라루스의 정치인이다.
1932년 소련 공산당에 입당했으며 1933년에는 노동자 연합 위원장을 역임했다. 1938년부터 1947년까지 벨로루시 소비에트 사회주의 공화국 최고 소비에트 의장을 역임했고 1943년부터 1945년까지 벨로루시 소비에트 사회주의 공화국 인민의원평의회 부의장을 역임했다.
독일 이 벨라루스를 점령하던 동안에는 카잔으로 피신했으며 1942년부터 1943년까지 소련 공산당 카잔 지부 위원장을 역임했다. 1939년부터 1952년까지 소련 공산당 중앙회계위원회 위원장을 역임했고 1949년부터 1952년까지 러시아 소비에트 연방 사회주의 공화국 식품 산업부 차관을 역임했다.